# Lenguas jukunoides
Las lenguas jukunoides o yukunoides son lenguas Benue-Congo del grupo nigeriano central habladas en Nigeria y Camerún.

## Clasificación
Ethnologue (edición 16.ª), clasifica interamente estas lenguas así:
- Bete-Lufu
- Yukuben-Kuteb: Akum, Beezen, Kapya, Kuteb, Yukuben.
- Central
  - Kpan-Icen: Etkywan, Kpan.
  - Jukun-Mbembe-Wurbo
    - Jukun: Jukun (Jukun Takum), Jibu, Hõne, Wãpha.
    - Kororofa: Wannu, Wapan, Jiba.
    - Mbembe
    - Wurbo: Como Karim, Jiru, Tita.

con el Shoo-Minda-Nye como lengua no-clasificada dentro del grupo Jukun–Mbembe–Wurbo.

## Descripción lingüística

### Comparación léxica
Los numerales para diferentes jukunoides son:
| GLOSA | Bete  | Central (Jukun-Mbembe-Wurbo) | Central (Jukun-Mbembe-Wurbo) | Central (Jukun-Mbembe-Wurbo) | Central (Jukun-Mbembe-Wurbo) | Central (Jukun-Mbembe-Wurbo) | Central (Jukun-Mbembe-Wurbo) | Yukuben-Kuteb | Yukuben-Kuteb | Yukuben-Kuteb | Yukuben-Kuteb | Yukuben-Kuteb | PROTO- JUKUNOIDE |
| GLOSA | Bete  | Hõne                         | Jibu                         | Wãpha                        | Wapan                        | Jiba                         | Mbembe                       | Akum          | Beezen        | Kapya         | Kutep         | Yukuben       | PROTO- JUKUNOIDE |
| ----- | ----- | ---------------------------- | ---------------------------- | ---------------------------- | ---------------------------- | ---------------------------- | ---------------------------- | ------------- | ------------- | ------------- | ------------- | ------------- | ---------------- |
| '1'   | uʃɪ́ʃe | zùŋ                          | zyun                         | zùŋ                          | ʣun                          | zũ̀ː                          | nzo                          | ájì           | óyʊ̀n          | ūŋɡēmé        | kínzō         | kítə́ŋ         | *ʣuŋ             |
| '2'   | máhá  | pyèːnè                       | pyànà                        | pyĩ̀                          | pyìnà                        | pyèːnà                       | pya                          | afã̀           | ɛ̄n            | īfɡɔ̀          | ífaẽ          | āpá(ŋ)        | *paŋ̀(i-)         |
| '3'   | batà  | sáːré                        | sàra                         | sārā                         | ʦara                         | sàːr                         | sra                          | ata           | tār           | ītà           | ítā           | ātà           | *ʦaːr < *tat     |
| '4'   | beɲè  | ɲẽ́                           | yina                         | ɲìnā                         | ɲena                         | ɲè                           | ɲɛ                           | aɲɪ̀           | ɲī            | īɲɨɪ̀          | índʒē         | ēnzì          | *ɲɛ < *ndin      |
| '5'   | vaʦòŋ | sɔ́nɛ́                         | swana                        | swã̄nā                        | ʦwana                        | són                          | ʧwɔ́                          | acóŋ          | ʦɔ̄ŋk          | ìtú           | íʦóŋ          | otòŋ          | *ʦoŋ < *ton      |
| '6'   | 5+1   | sùnʒé                        | sùnʒin                       | ʃẽ̀ʒí                         | 5+1                          | sùnʒé                        | 5+1                          | 5+1           | 5+1           | 5+1           | 5+1           | 5+1           | *5+1             |
| '7'   | 5+2   | sùnpyèːnè                    | sùmpyànn                     | sémpyè                       | 5+2                          | sùmpyèːnà                    | 5+2                          | 5+2           | 5+2           | 5+2           | 5+2           | 5+2           | *5+2             |
| '8'   | 5+3   | hūnnè                        | awùyin                       | sẽ̄sá                         | 5+3                          | húhúnyè                      | 2x4                          | 5+3           | 5+3           | 5+3           | 5+3           | 5+3           | *5+3             |
| '9'   | 5+4   | sīnyáu                       | aʒunndúbi                    | sínyáu                       | 5+4                          | zōrhōnnì                     | 5+4                          | 5+4           | 5+4           | 5+4           | 5+4           | 5+4           | *5+4             |
| '10'  | uwo   | dùb                          | dwib                         | ádùb                         | ʣwe                          | dùb                          | ʤé                           | īkùr          | kūwūb         | èbzí          | riʤwēr        | kùr           | *-diub/ *-wub    |